# Adam Henss
Adam Joseph Henss oder Adam Joseph Henß (geb. 8. März 1780 in Mainz; gest. 4. Januar 1856) war Weimarer Buchbinder und Landtagsabgeordneter in Sachsen-Weimar-Eisenach.

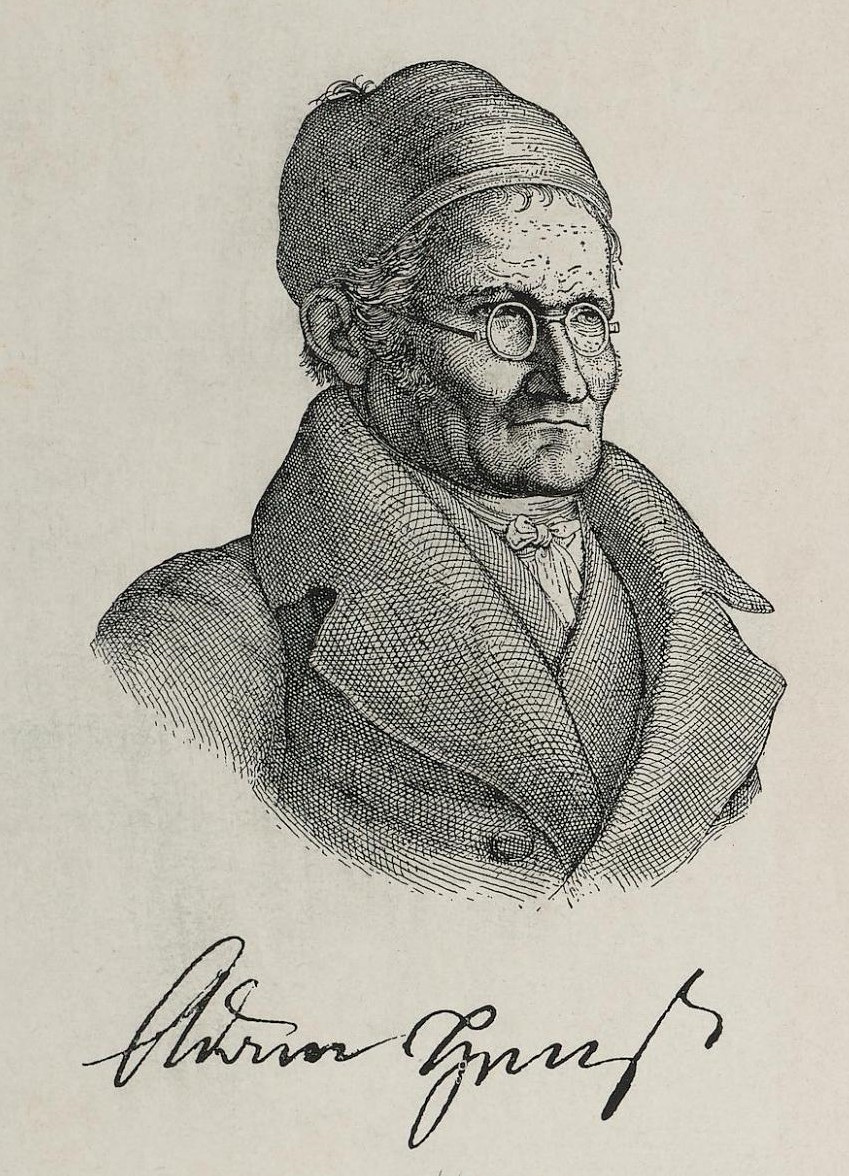
Der Buchbinder und Autor Adam Henß (1780–1856) aus Weimar, nach 1842, mit Unterschrift, wohl nach einem Kupferporträt, einem Geschenk der Weimarer zu seinem 63. Geburtstag 1842; Wanderung S. 338

## Leben

### Jugend, Ausbildung und Gesellenwandern
Henß war der zweite Sohn eines kurfürstlichen Stallbediensteten in Mainz und erhielt nur eine Elementarschulbildung mit den Anfangsgründen des Lateinischen. Mit fünf Jahren starb der Vater, die Mutter musste oft auswärts arbeiten, so dass seine Erziehung „zum größten Theil der Straße überlassen“ war. Als Jugendlicher erlebte er in Mainz die Zeit der französischen Besatzung, die Mainzer Republik, die Belagerung der Stadt und die Abtretung des linken Rheinufers, wo er mit der Realität und den Idealen der französischen Revolution in Berührung kam. Geistig aufgeweckt und voller Wissbegierde, sah er sich nach dem Tod der Mutter – nunmehr Vollwaise – gezwungen, bei Verwandten in der Umgebung unterzukommen, musste aber bald das Buchbinderhandwerk erlernen, um sich seinen Lebensunterhalt selbst zu verdienen. Durch aufklärerisches Gedankengut angeregt sowie durch Lesefreude und Fleiß eignete er sich nach und nach ein breites Wissen an, das ihn zum kritischen Beobachter seiner Umgebung machte. In seiner Lebensbeschreibung (Jena 1845) schildert er anschaulich mit vielen Einzelheiten über Land und Leute die Licht- und Schattenseiten seiner Lehrjahre und seine Gesellenwanderungen (1792–1805), die ihn, der oft mittellos und schwer erkrankt war, in den Süden über Basel und Wien bis nach Ungarn und in den Norden bis Kopenhagen und durch das preußische und österreichische Polen bis nach Ostpreußen führten, dabei immer sein Buchbinderhandwerk betreibend.

### Buchdrucker und Autor in Weimar
Henß kam 1805 nach Weimar, wo er zunächst für Friedrich Justin Bertuchs Landes-Industrie-Comptoir arbeitete. Im Jahre 1816 erhielt er das Weimarer Bürgerrecht, wurde 1832 zum Stadtverordneten und 1838 wie 1844 zum Stadtältesten gewählt. Zudem war er Landtagsabgeordneter von 1840 bis 1852. Er war vorrangig kommunal- und sozialpolitisch tätig.
War er als Jugendlicher und junger Mann noch überzeugter „demokratischer Republikaner ... wie es - nach meiner Meinung - jeder lebendige und denkende Jüngling auf eine Reihe von Jahren zu seyn pflegt“, so vertrat er unter dem Eindruck der von ihm in Deutschland, Österreich, der Schweiz und Ungarn erlebten wirtschaftlichen, politischen, religiösen und sozialen Verhältnisse bald die Ansicht, dass die konstitutionelle Monarchie rebus sic stantibus und bei allen offenkundigen Mängeln immer noch der beste Weg sei. An der französischen und napoleonischen Ära fand Henß, der in Weimar die Besetzung der Stadt durch die Franzosen nach der Schlacht bei Jena und Auerstedt selbst miterlebt hatte, nicht nur Schlechtes auszusetzen, verglichen mit vielen Zuständen der vorangegangenen, feudalen Zeit.

„Als Mann aus dem Volke lebte ich für die Idee, daß das Volk sich selbst emanzipiren werde, daß es erkenne, was ihm Noth thue, und in dieser Erkenntniß befähigt sey, sich selbst ohne beschämende Vormundschaft zu vertreten. Volk und Fürst haben einerley Interesse, und beide haben Rechte;
finden diese gegenseitig Anerkennung, dann wird eine Opposition nichts Anderes seyn, als die Bemühung von zwey verschiedenen Standpunkten aus, den rechten Weg zur allgemeinen Wohlfahrt zu finden.“

### Politisches, soziales und deutsch-katholisches Engagement
Als angesehenem Bürger, der inzwischen eine Lengefelderin geheiratet hatte, wurden Henß zahlreiche Vormundschaften angetragen, die er in 60 Fällen übernahm, oft 10–12 gleichzeitig, ohne dass ihm das in seinem Gewerbe beeinträchtigte; die neue Tätigkeit gewährte ihm zudem einen lehrreichen Einblick in die Gepflogenheiten der Zivil- und Kriminalgerichtsbarkeit.
In der Frage der konfessionellen Mischehen stellte er 1835 einen Antrag an den Landtag, wonach die Wahl der Konfession der Kinder den Ehepartnern zu überlassen sei - ohne Erfolg. Henß engagierte sich im Deutschkatholizismus, deren Mitglieder er als „protestantische Katholiken“ bezeichnete, mit stark antirömisch-antipäpstlicher Ausrichtung. Eine Konversion zur evangelischen Kirche lehnte er entschieden ab, versuchte aber als Katholik dem neu gegründeten Gustav-Adolf-Werk beizutreten, das allerdings den evangelischen Gläubigen vorbehalten blieb; seine überkonfessionelle Einstellung fand seinerzeit keinen Anklang.
1832 sah er sich durch den Niedergang des Brauwesens infolge Missbrauchs veranlasst, einen Mäßigkeitsverein zu gründen und setzte als gewählter Stadtrat 1835 Qualitätsstandards durch, die die Hebung von Umsatz und Güte zur Folge hatten; 1838 und 1844 wurde Henß ehrenamtlich für je sechs Jahre zum Stadtältesten gewählt. Schwerpunkt seiner Tätigkeit im Stadtrat war das Erreichen konkreter Verbesserungen in der Weimar und die Bewahrung kommunaler Selbstständigkeit durch aktive Bürgerteilnahme.
Bezahlte städtische Ämter lehnte er ab - als Handwerker war er auf ein bezahltes Amt nicht angewiesen und empfand die Bezahlung nur als Einschränkung seiner Entscheidungsfreiheit. Den Vorwurf, er wolle „zuviel“ „zu rasch“, ließ er nicht gelten, sofern ein Vorhaben vernünftig und realisierbar sei; nicht ausbleibende Widerstände und Vorbehalte konnte er oft hartnäckig, aber pragmatisch und sachorientert aus dem Weg räumen.

„Ich habe dabey die Bemerkung gemacht, daß die Tageszeiten einen großen Einfluß auf die Auffassung eines Gegenstandes haben. Am frühen Morgen ist man mehr geneigt, eine Sache auf die Spitze zu stellen, während man am Abend bey gleicher Geistesthätigkeit einen Gegenstand immer milder auffaßt; deshalb sollte man Streitsachen nur am Mittag und Abend abhandeln.“

Nachdem er sechs Jahre lang Stellvertreter des Landtagsabgeordneten gewesen war, wurde Henß 1840 trotz aller Einwände mit 16:3 Stimmen der Wahlmänner zum Landtagsabgeordneten für das Großherzogtum Weimar gewählt.
Der Gewerbefreiheit stand er skeptisch gegenüber, da er einen ruinösen Wettbewerb und eine Verelendung der bisher zünftisch gebundenen und abgesicherten Handwerker befürchtete, ja selbst beobachtete („Thatsache der zunehmenden Verarmung“). In der Revolution von 1848/49 stand er auf Seiten der Monarchie.

### Autorschaften
Um die städtischen Verhältnisse besser zu verstehen, trug Henß neben seiner Alltagsarbeit aus den Archivalien der Stadt und des kirchlichen Oberkonsistoriums eine Weimarer Stadtgeschichte zusammen, die er 1837 im Selbstverlag auf eigene Kosten erscheinen ließ; es folgten zahlreiche weitere Schriften zu aktuell-politischen und historischen Fragen.

„Alle von mir besprochenen Gegenstände waren mehrfach schon von wissenschaftlich gebildeten Männern abgehandelt worden; aber der Standpunkt eines Bürgers und Handwerkers ist ein anderer, als der des Gelehrten und Beamteten; und ich wollte die Gegenstände zeichnen, wie man sie von diesem Standpunkte aus erblickt, wie sie im Leben aufgefaßt und ihr Bild meist tiefer eingeprägt wird, als man da ahnet, wo der Lebensberuf die Handarbeit ausschließt.“

### Tod, Grabmal, Familie
Adam Henss hatte in seiner Autobiographie aus dem Jahr 1845 im Anhang bereits die eigene Todesanzeige formuliert - mit offenem Todesdatum und ohne Altersangabe. Er starb 1856 mit 75 Jahren und wurde auf dem Historischen Friedhof in Weimar begraben.

Dem Grabstein zufolge war der Nachfahre Paul Henss (geb. 20. Januar 1880 in Weimar, gest. 24. Januar 1961 in Hennen) Fabrikbesitzer für Büromaterial. Otto Henss (1873) wurde in Weimar Hofbuchbinder.

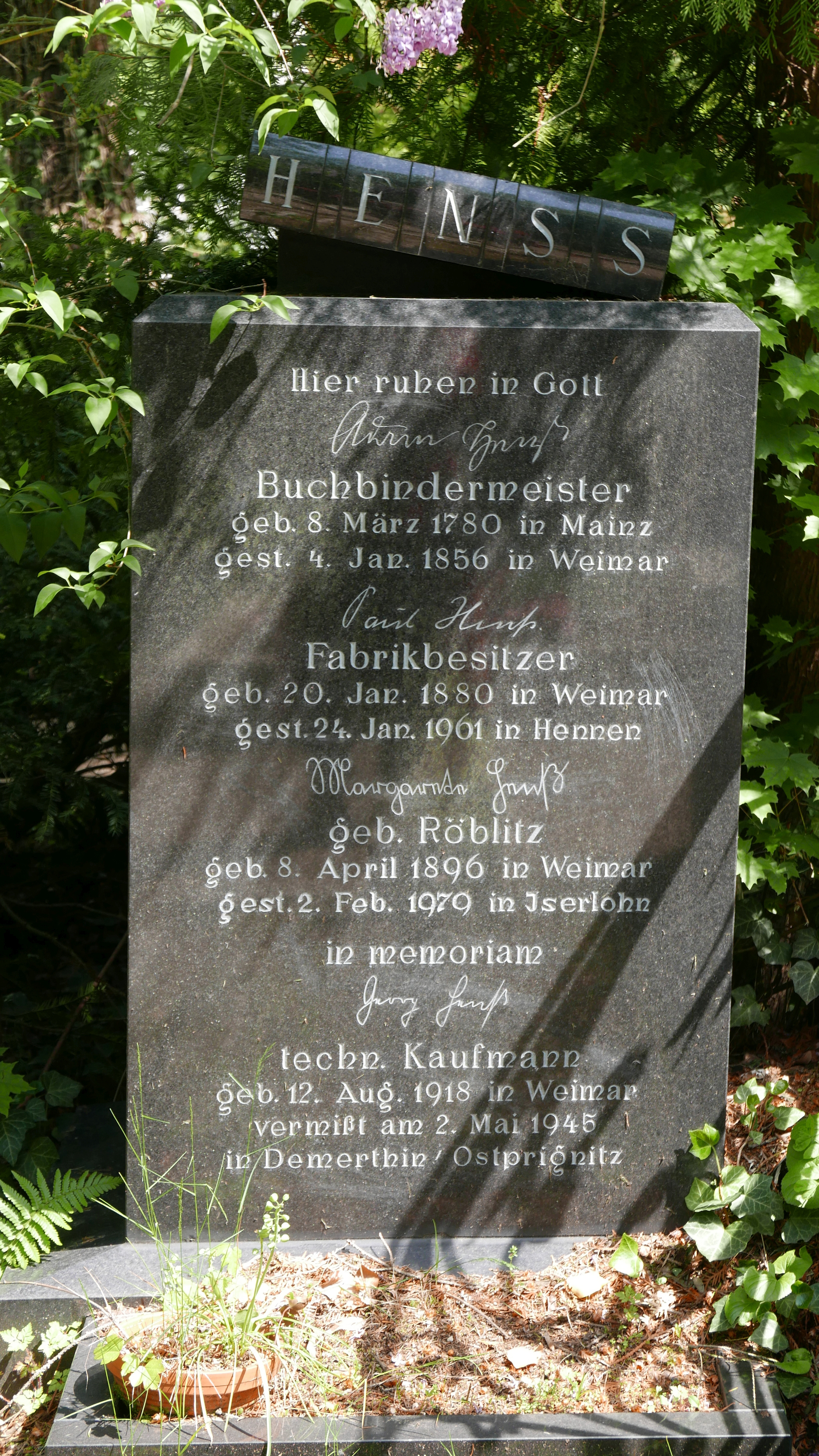
Grabstein von Adam Henß auf dem Historischen Friedhof in Weimar

Sein Bruder, Emerich (sic!) Joseph Henss (1770–1832), übte in der zunächst pfälzischen, dann (seit 1797/1801) französischen und seit 1815 preußischen Ackerbürgerstadt Kreuznach ebenfalls das Buchbinder und -druckerhandwerk aus.

## Ehrungen
Nach ihm wurde 1876 in der Weimarer Westvorstadt eine Straße Henßstraße benannt. Der gesamte Straßenzug steht auf der Liste der Kulturdenkmale in Weimar (Sachgesamtheiten und Ensembles).

## Werke (Auswahl)
- Adam Henss: Was sollen jetzt die protestantischen Katholiken in Deutschland thun? Nebst vorgängigen Betrachtungen über die Verunstaltung des Christenthums vor und in der römischen Kirche. Jena : Frommann 1828.
- Adam Henss: Wanderungen und Lebensansichten des Buchbindermeisters Adam Henß. Jena : Fromann 1845; Digitalisat. - Kommentierte Neuauflage, hrsg. u. erl. von Jutta Geiss: Wanderungen und Lebensansichten 1780 - 1845. München : Mandragora 1986.
- Adam Henss: Die Stadt Weimar, ihr Communwesen und ihre städtischen Institute. Weimar : Selbstverlag 1837.
- Adam Henss: Sendschreiben des Buchbindermeisters Adam Henß zu Weimar an den Hochwürdigen Herrn Bischof zu Fulda bezüglich dessen zur Fastenzeit 1846 erlassenen Hirtenbriefs gegen die Kirche der Deutsch-Katholiken. Weimar : Landes-Industrie-Comptoir 1846
- Adam Henss (erschlossen): Worte des Trostes an den unter der Geißel des General-Superintendenden Dr. Röhr seufzenden Katholiken aus der Weimar-Jenaischen Gemeinde. Von einem Katholiken. Weimar : Hoffmann 1839.
- Adam Henss: Aus dem Tagebuch eines reisenden Handwerkers, eingel. u. erl. von Karl Esselborn, Darmstadt : Diehl 1923.

## Porträt
- Halbporträt mit Unterschrift